# Врисак 7
Врисак 7 (енгл. Scream 7) је предстојећи амерички слешер филм из 2026. године, у режији Кевина Вилијамсона, према сценарију који је написао Гај Бјусик. Наставак је филма Врисак 6 (2023) и седмо је остварење у филском серијалу Врисак. Нев Кембел, Кортни Кокс, Дејвид Аркет и Мејсон Гудинг понављају своје улоге из претходних филмова, док им се у новим улогама придружују Изабел Меј, Селест О’Конор, Аса Герман, Ана Камп и Клои Медисон.
Филм је прошао кроз креативно преобликовање након што су режисери филмова Врисак (2022) и Врисак 6, Мет Бетинели-Олпин и Тајлер Џилет, напустили пројекат у августу 2023. године, као и након што је у новембру те године потврђено да у седмом делу неће глумити Мелиса Барера и Џена Ортега из различитих разлога. У марту 2024. године, Кембелова је потврдила свој повратак у франшизу након што је била одсутна у претходном делу, док је Вилијамсон, сценариста и продуцент раних филмова из серијала Врисак, ангажован као режисер. Снимање је започело у јануару 2025. године.
Филм ће изаћи 27. фебруара 2026. године.

## Улоге
| Глумац         | Улога           |
| -------------- | --------------- |
| Нев Кембел     | Сидни Прескот   |
| Кортни Кокс    | Гејл Ведерс     |
| Изабел Меј     | Сиднина ћерка   |
| Мејсон Гудинг  | Чед Микс-Мартин |
| Дејвид Аркет   | Дјуи Рајли      |
| Аса Герман     |                 |
| Селест О’Конор |                 |
| Макена Грејс   |                 |
| Сем Рехнер     |                 |
| Ана Камп       |                 |
| Клои Медисон   |                 |